# Franck Kessié
Franck Yannick Kessié (Ouragahio, 19 de dezembro de 1996) é um futebolista profissional marfinense que atua como volante. Atualmente joga no Al-Ahli, da Arábia Saudita.

## Carreira
Franck Kessié representou o elenco da Seleção Marfinense de Futebol no Campeonato Africano das Nações de 2017.
Kessié foi um dos 22 convocados para representar a Costa do Marfim nos Jogos Olímpicos de Tokyo.

### Milan
Em 2 de junho de 2017, Kessié juntou-se ao Milan em um contrato de empréstimo de dois anos com a obrigação de compra.
Ele deixou o clube no final da temporada 2021-22, quando seu contrato expirou. Em cinco anos, disputou mais de 200 jogos em que marcou 37 gols.

### Barcelona
Em 4 de julho de 2022, o Barcelona anunciou que chegou a um acordo com Kessiè após seu contrato expirar com o Milan em um contrato de 4 anos até 30 de junho de 2026 e sua cláusula de compra será fixada em €500 milhões.
Em sua primeira e única temporada no Barcelona, Kessiè jogou um total de 1.801 minutos de jogo distribuídos em 43 partidas oficiais entre La Liga, Copa do Rei, Liga dos Campeões e Supercopa da Espanha. Ele fechou a campanha com três gols na conta.

### Al Ahli
O Al-Ahli oficializou em 9 de agosto de 2023, a contratação de Franck Kessié junto ao Barcelona, ele assinou até junho de 2026. Para sacramentar a contratação os árabes pagaram 12,5 milhões de euros, aproximadamente R$ 67 milhões.

## Títulos
Milan
- Campeonato Italiano: 2021–22

Barcelona
- Campeonato Espanhol: 2022–23
- Supercopa da Espanha: 2022–23

Al-Ahli Saudi
- Liga dos Campeões da AFC: 2024–25

Seleção Marfinense
- Campeonato Africano das Nações: 2023

### Prêmios individuais
- 42º melhor jogador sub-21 de 2016 (FourFourTwo)[6]
- Seleção do Campeonato Africano das Nações: 2023